# ذكرى 2500 عام لإنشاء مملكة فارس

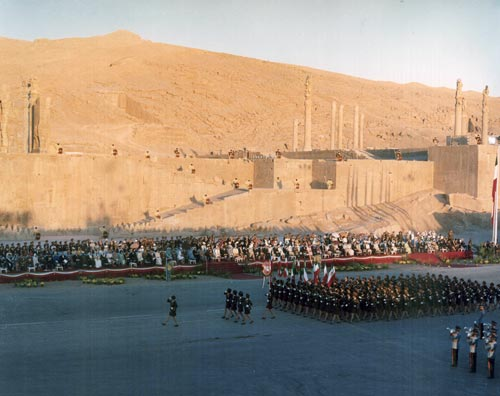
استعراض عسكري ضخم حضره رؤساء وملوك وأمراء العالم.

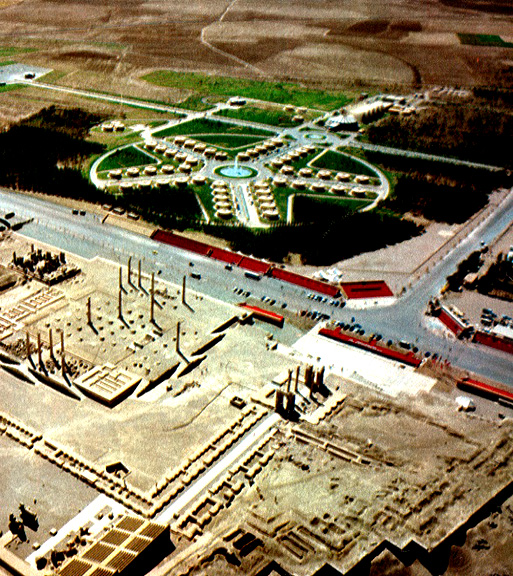
نصب حديقة تذكارية لزوار الإيرانيين والأجانب.

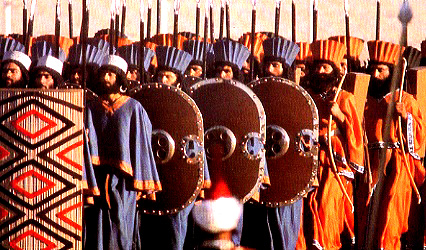
إيرانيون يرتدون زي الجيش الأخمينية.

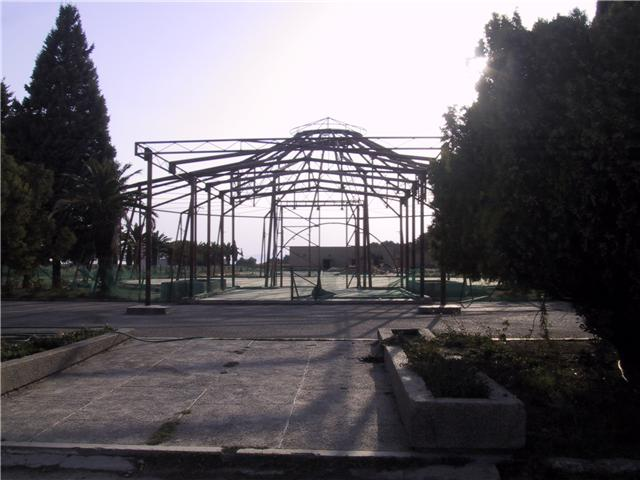
حديقة برسبلوس الآن (الصورة ألتقطت عام 2007م)

ذكرى 2500 عام لإنشاء مملكة فارس (بالفارسية: جشن‌های 2500 سالهٔ شاهنشاهی ایران) ، هي احتفال رسمي نصبه الشاه محمد رضا بهلوي لإحياء ذكرى 2500 عام على إنشاء مملكة فارس القديمة، ودعا فيه رؤساء وملوك العالم والأمراء لزيارة مدينة
برسبولس الإيرانية من تاريخ 12 أكتوبر إلى 16 أكتوبر عام 1971م.
كان الاحتفال الذي استمر 2500 عام للإمبراطورية الفارسية، والمعروف رسميًا باسم 2500 عام لتأسيس دولة إمبراطورية إيران، حدثًا وطنيًا في إيران يتكون من مجموعة متقنة من الاحتفالات الكبرى وتم عقدها في الفترة من 12 إلى 16 أكتوبر. 1971 للاحتفال بتأسيس الإمبراطورية الأخمينية القديمة على يد كورش الكبير.  كان الهدف من الاحتفال هو تسليط الضوء على حضارة إيران القديمة وتاريخها بالإضافة إلى إبراز التطورات المعاصرة في عهد محمد رضا بهلوي، آخر شاه لإيران. سلطت الاحتفالات الضوء على جذور إيران الآرية وما قبل الإسلام مع الترويج لكورش العظيم كبطل قومي.
توصل بعض المؤرخين اللاحقين إلى الاعتقاد بأن هذا الاحتفال الضخم ساهم في الأحداث التي بلغت ذروتها في نهاية المطاف في الثورة الإيرانية عام 1979، على الرغم من وصف هذا الادعاء بأنه درامي، وأن الثوار بالغوا في وصف إسراف الشاه في مصاريف الحفل. نتيجة لذلك، ضُخِّمَت تكاليف الحفل ورفاهيته في العديد من روايات المؤرخين والصحفيين. قاد الثورة روح الله الخميني، آية الله الذي حصل على دعم من الشعب الإيراني، ومختلف المنظمات اليسارية والإسلامية، والحركات الطلابية للإطاحة بالشاه وتأسيس جمهورية إيران الإسلامية الحالية، التي خدم فيها. المرشد الأعلى 1979-1989.

## التخطيط

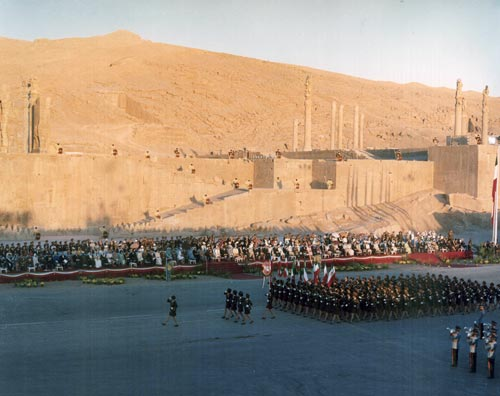
2500 عام من الاحتفال بالإمبراطورية الفارسية في برسيبوليس، أكتوبر 1971.

استغرق التخطيط للحفل عامًا، وفقًا لفيلم بي بي سي ستوريفيل الوثائقي لعام 2016، الانحطاط والسقوط: شاه حزب إيران المطلق. أجرى صانعو الفيلم مقابلات مع أشخاص كلفهم الشاه بتنظيم الحفلة. خدم أسطوانة قورش في الشعار الرسمي كرمز للحدث. مع قرار عقد الحدث الرئيسي في مدينة برسيبوليس القديمة، بالقرب من شيراز، كان لابد من تحسين البنية التحتية المحلية، بما في ذلك مطار شيراز الدولي والطريق السريع المؤدي إلى برسيبوليس. بينما كان سيتم إيواء الصحافة والموظفين الداعمين في شيراز، تم التخطيط للاحتفالات الرئيسية في برسيبوليس. تم التخطيط لمدينة الخيام المتقنة لإيواء الحاضرين. تم تطهير المنطقة المحيطة برسيبوليس من الثعابين والحشرات الأخرى. زرعت الأشجار والزهور، وتم استيراد 50000 طائر من أوروبا. تم تحديد أحداث أخرى في باسارجاد، موقع قبر كورش، وكذلك طهران.

## خيمة مدينة برسيبوليس

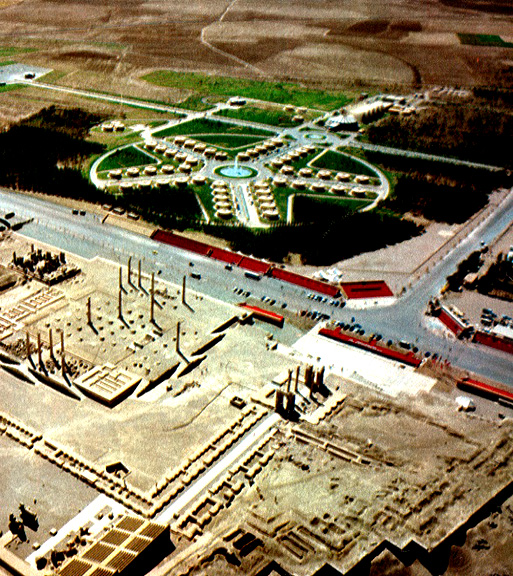
خيمة مدينة برسيبوليس عام 1971

تم تخطيط مدينة الخيمة (وتسمى أيضًا المدينة الذهبية) من قبل شركة التصميم الداخلي الباريسية ميزون جانسين على 160 أكر (0.65 كـم2)، وأشاروا إلى الاجتماع بين فرانسيس الأول ملك فرنسا وهنري الثامن ملك إنجلترا في حقل قماش الذهب عام 1520. تم ترتيب خمسين «خيمة» (شقق فاخرة مسبقة الصنع مع محيط من قماش الخيام الفارسي التقليدي) بنمط نجمة حول نافورة مركزية. تم زرع العديد من الأشجار حولهم في الصحراء، لإعادة الشكل الذي كان سيبدو عليه برسيبوليس القديم. تم تزويد كل خيمة باتصالات هاتفية وتلكس مباشرة للحضور في بلدانهم. تم نقل الاحتفال بأكمله إلى العالم عن طريق اتصال القمر الصناعي من الموقع.
صُممت «خيمة الشرف» الكبيرة لاستقبال كبار الشخصيات. كانت «قاعة الولائم» أكبر مبنى، وبلغت 68 by 24 متر (223 قدم × 79 قدم). كان موقع الخيمة محاطًا بحدائق الأشجار والنباتات الأخرى التي تم نقلها جواً من فرنسا والمتاخمة لأطلال مدينة برسيبوليس. تم تقديم خدمات تقديم الطعام من قبل ماكسيم دو باريس، التي أغلقت مطعمها في باريس لمدة أسبوعين تقريبًا لتوفير الاحتفالات المتألقة. خرج صاحب الفندق الأسطوري ماكس بلويت من التقاعد للإشراف على المأدبة. صمم لانفين الزي الرسمي للمنزل الإمبراطوري. تم استخدام 250 سيارة ليموزين حمراء مرسيدس بنز 600 لسائق الضيوف من المطار والعودة. تم صنع أواني الطعام باستخدام الخزف والكتان ليموجيس بواسطة دي بورثولت.

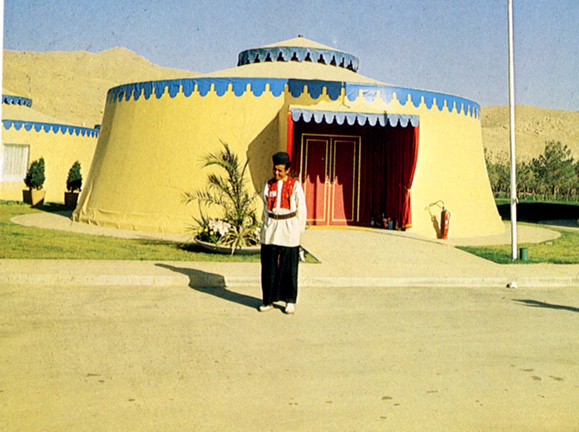
خيمة في برسيبوليس عام 1971.

## الاحتفالات

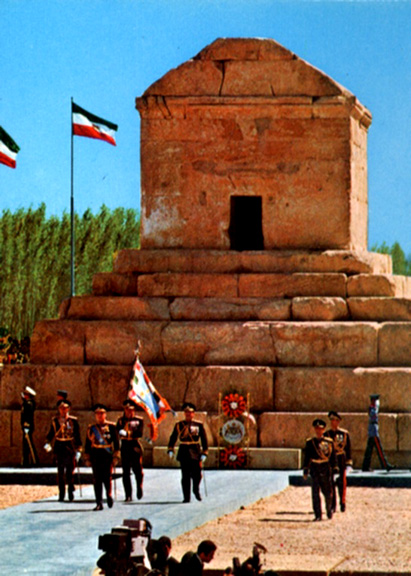
قبر كورش في باسارجادي، حيث بدأت الاحتفالات.

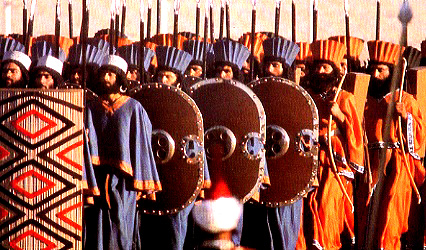
الفرس الخالدون، كما تم تصويرهم خلال الاحتفالات.

تم افتتاح الاحتفالات في 12 أكتوبر 1971، عندما قام الشاه والشاهبانو بتكريم كورش الكبير في ضريحه في باسارجادي. في اليومين التاليين، استقبل الشاه وزوجته الضيوف القادمين، غالبًا في مطار شيراز مباشرةً. في 14 أكتوبر، أقيم حفل عشاء كبير في قاعة المآدب احتفالاً بعيد ميلاد الشهبانو. اجتمع ستون فردًا من العائلات المالكة ورؤساء الدول على المائدة المفردة الكبيرة السربنتينية في قاعة الولائم. تم رفع الخبز المحمص الرسمي باستخدام دوم بيرينيون روزي 1959. تم تقديم الطعام والنبيذ للاحتفال من قبل المطعم الباريسي مكسيمز. تناول 600 ضيف العشاء على مدار خمس ساعات ونصف، مما يجعله أطول مأدبة رسمية وأكثرها فخامة في التاريخ الحديث كما هو مسجل في الطبعات المتعاقبة من كتاب غينيس للأرقام القياسية. اختتم المساء بعرض ابن ولوميير، بوليتوب أوف بيرسبوليس الذي صممه لانيس كزيناكيس ورافقه قطعة موسيقية إلكترونية برسبوليس، شهد اليوم التالي عرضًا عسكريًا ضخمًا لجيوش من إمبراطوريات إيرانية مختلفة غطت ألفين ونصف ألف عام من قبل 1724 رجلًا من القوات المسلحة الإيرانية، كلهم في زي الفترة، تلاهم ممثلو القوات المسلحة الإمبراطورية، مع فرقة عسكرية كبيرة، يديرها تم تقسيم الموسيقيين العسكريين وتقديم الموسيقى للعرض، إلى قسمين - الفرقة الحديثة التي تعزف على الآلات الغربية والفرقة التقليدية التي ترتدي زي الفرقة الموسيقية من عصور مختلفة من التاريخ الإيراني. في المساء، أقيم «حفل فارسي تقليدي» أقل رسمية في قاعة الولائم كحدث ختامي في برسيبوليس.
في اليوم الأخير، افتتح الشاه برج شهياد (الذي أعيد تسميته لاحقًا برج آزادي بعد الثورة الإيرانية) في طهران للاحتفال بالحدث. كان البرج أيضًا موطنًا لمتحف التاريخ الفارسي. وفيها عُرضت أسطوانة قورش التي روّج لها الشاه على أنها «أول ميثاق لحقوق الإنسان في التاريخ».  كانت الأسطوانة أيضًا الرمز الرسمي للاحتفالات، وقد أشاد الخطاب الأول للشاه في قبر كورش بالحرية التي أعلنتها، منذ ألفي عام ونصف. واختتمت الاحتفالات بتكريم الشاه لوالده رضا شاه بهلوي في ضريحه. جمع الحدث حكام اثنين من أقدم ثلاثة ممالك موجودة، الشاه والإمبراطور هيلا سيلاسي الأول ملك إثيوبيا. ومثل إمبراطور اليابان هيروهيتو شقيقه الأصغر الأمير ميكاسا. بحلول نهاية العقد، لم تعد كل من الملكيتين الإثيوبية والإيرانية من الوجود.

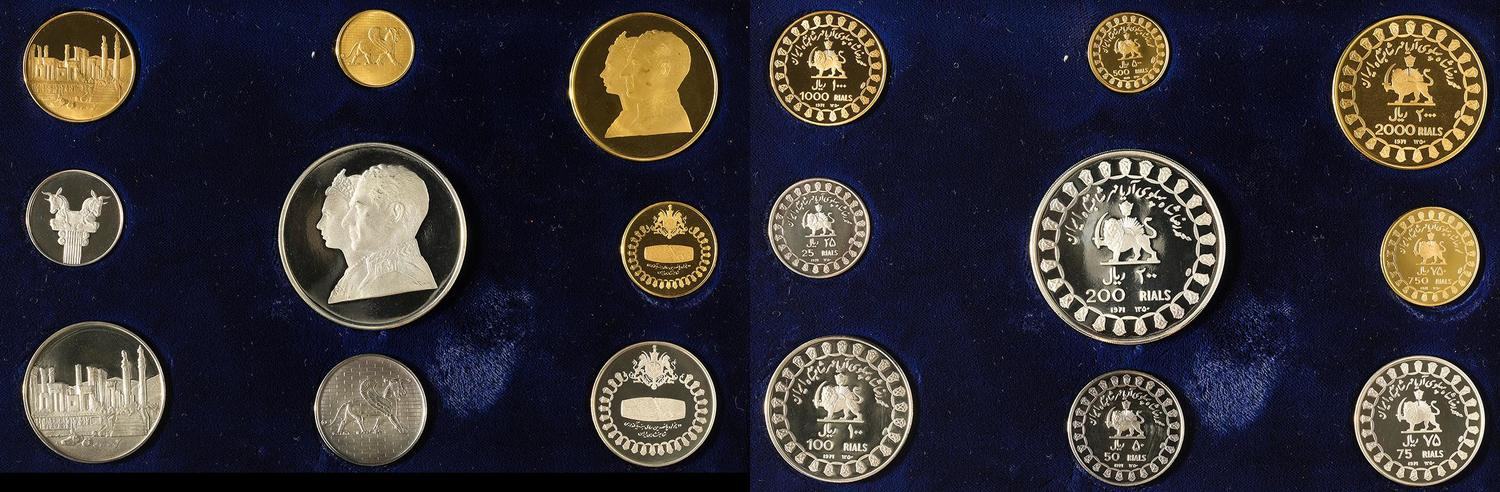
مجموعة عملات ذهبية وفضية تذكارية للإمبراطورية الإيرانية

## الحماية
كان الأمن مصدر قلق كبير. كانت برسيبوليس موقعًا مفضلًا للاحتفالات لأنها كانت معزولة وبالتالي يمكن أن تخضع لحراسة مشددة، وهو اعتبار مهم للغاية عندما كان العديد من قادة العالم مجتمعين هناك. اعتقلت أجهزة الأمن الإيرانية، سافاك، واحتجزت «حجزًا وقائيًا» أي شخص تشتبه في أنه يمثل تهديدًا محتملاً.

## النقد
وقدرت وزارة المحكمة التكلفة بمبلغ 17 مليون دولار (في ذلك الوقت)، أحد المنظمين، قدّرها بمبلغ 22 مليون دولار (في ذلك الوقت). الرقم الفعلي يصعب حسابه بالضبط وهو مسألة حزبية.
وبحسب فيلم وثائقي لقناة بي بي سي، بعنوان الانحطاط والسقوط (بالإنجليزية: Decandence and Downfall)، بلغت تكلفة الاحتفالات حوالي 120 مليون دولار، ومع ذلك، فقد وصف هذا الادعاء بأنه ليس له أساس حقيقي. على سبيل المثال، يقترح الفيلم الوثائقي دعم شاه استورد ما يقرب من 50000 طائر ماتت في غضون أيام قليلة بسبب المناخ الصحراوي، في حين وصف المؤرخ روبرت ستيل هذا الادعاء بأنه غير ممكن، وبالنظر إلى مناخ أكتوبر في برسيبوليس، كانت الطيور ستعتاد على الطقس المحلي. تعرض الحدث للكثير من تقديرات التكلفة المبالغ فيها في العديد من روايات الصحفيين والمؤرخين الذين يزعمون بشكل غير دقيق أن النظام أراد إنفاق كل ما هو ضروري. ومع ذلك، وافق الشاه فقط على خطط الاحتفال بعد أن تم تقليص النطاق إلى ربع الخطة الأصلية من أجل تقليل التكاليف.

## قائمة الضيوف

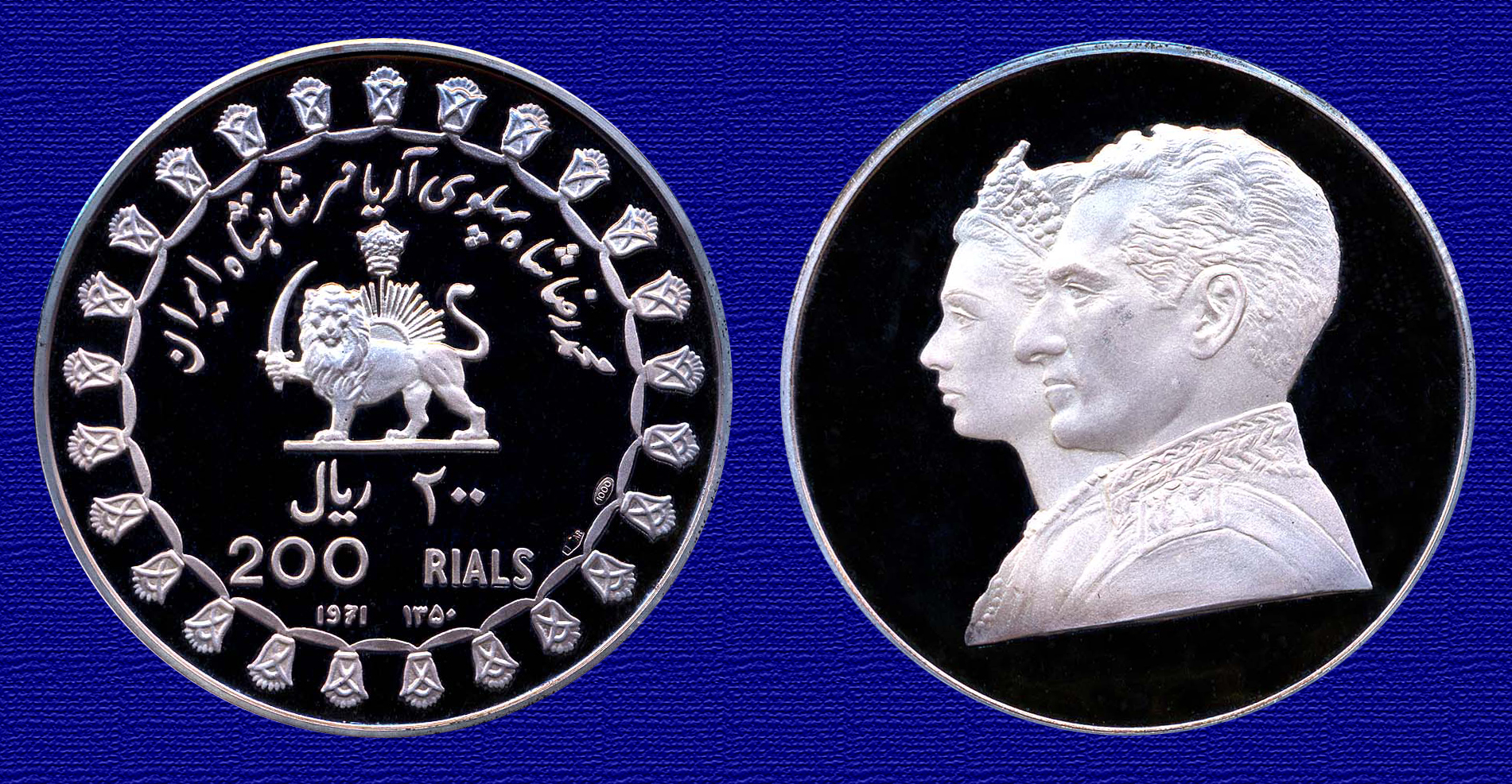
عملة فضية تذكارية لمجموعة مكونة من 9 عملات ذهبية وفضية مسكوكة بمناسبة الاحتفال

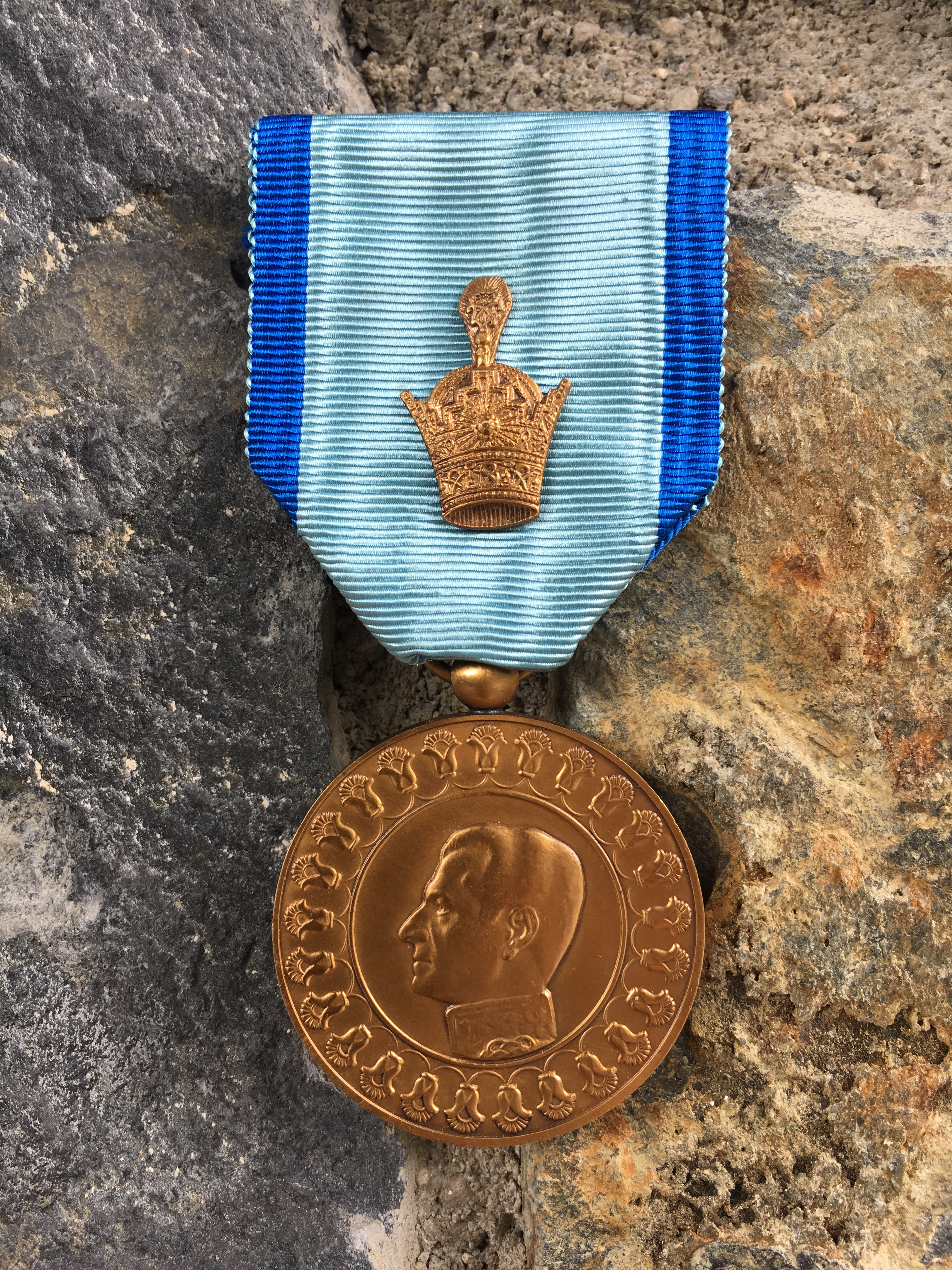
وجه الميدالية بمناسبة الذكرى 2500 للإمبراطورية الفارسية

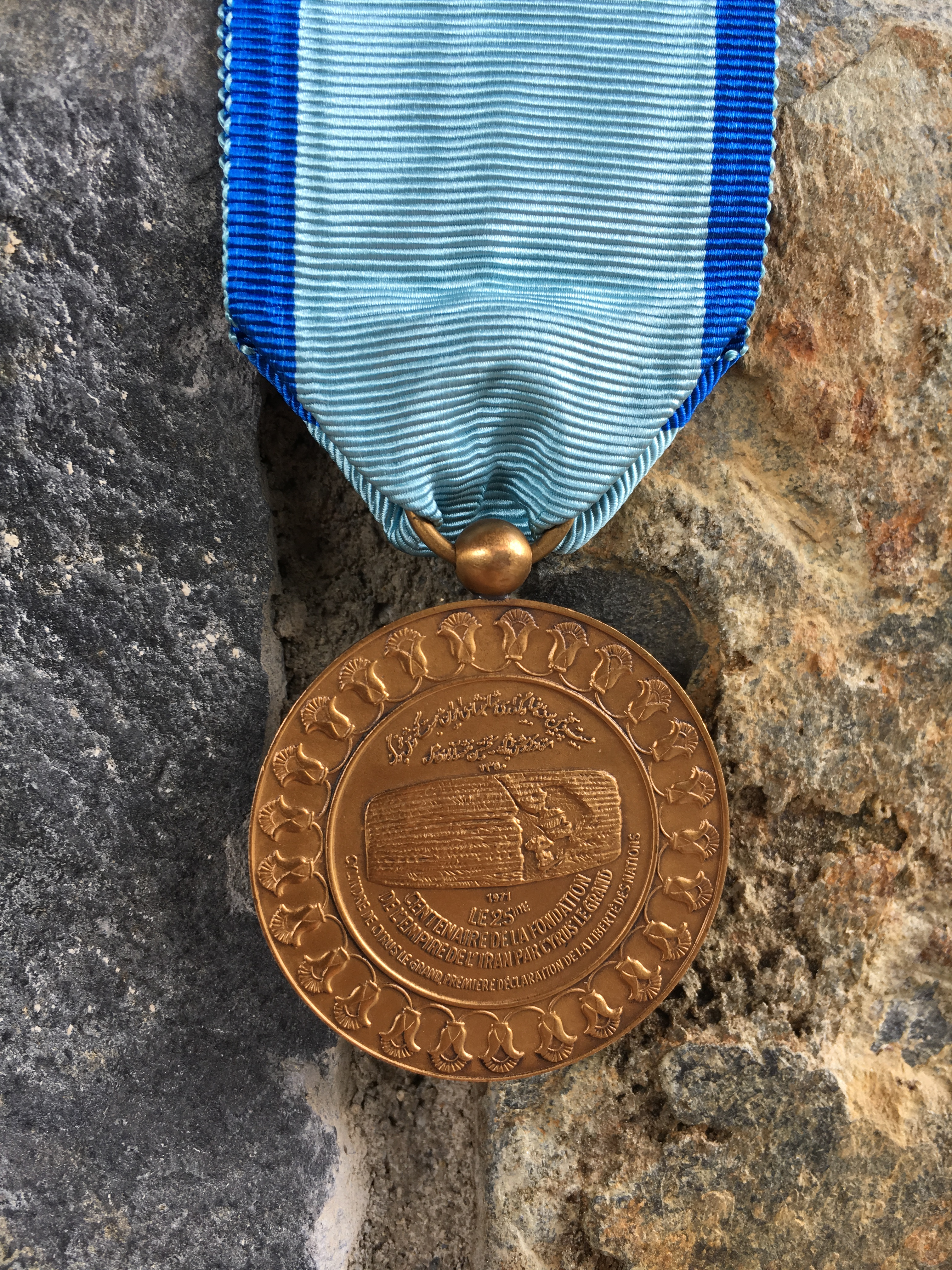
ظهر الميدالية بمناسبة الذكرى ٢٥٠٠ للإمبراطورية الفارسية

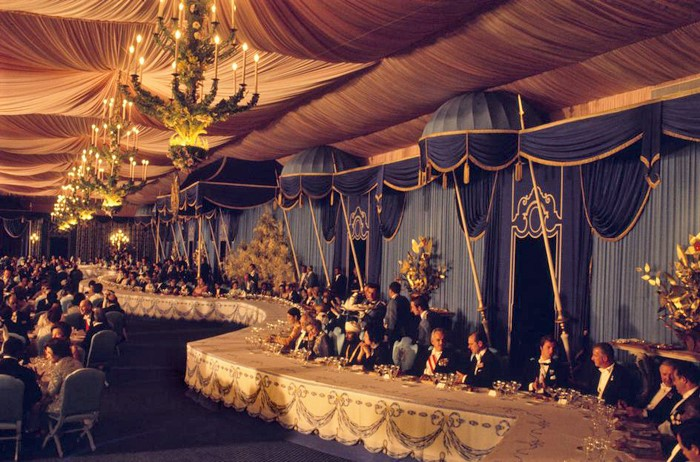
2500 عام من الاحتفال بالإمبراطورية الفارسية

2500 عام من الاحتفال بالإمبراطورية الفارسية

تم نصح الملكة إليزابيث الثانية بعدم الحضور، حيث يمثل الأمن مشكلة. بدلاً من ذلك، مثلها دوق إدنبرة والأميرة آن.  ومن القادة الرئيسيين الآخرين الذين لم يحضروا ريتشارد نيكسون وجورج بومبيدو. كان نيكسون قد خطط في البداية للحضور لكنه غير رأيه لاحقًا وأرسل سبيرو أجنيو بدلاً من ذلك.
تقول بعض المصادر، أنَّ الحاضر الصيني كان جوو موروو. وفقًا لابنته، كان من المقرر أصلاً أن يحضر قوه، لكنه أصيب بالمرض أثناء وصوله، ثم حضر السفير الصيني لدى باكستان تشانغ تونغ بدلاً من ذلك.
من بين الضيوف الذين تمت دعوتهم:

### الملوك ونواب الملك
| اللقب/المهنة          | الاسم                           | الدولة          |
| --------------------- | ------------------------------- | --------------- |
| إمبراطورية            | هيلا سيلاسي                     | إثيوبيا         |
| ملك                   | فريدريك التاسع                  | الدنمارك        |
| ملكة                  | انجريد                          | الدنمارك        |
| ملك                   | بودوين                          | بلجيكا          |
| ملكة                  | فابيولا                         | بلجيكا          |
| ملك                   | حسين                            | الأردن          |
| أميرة                 | منى                             | الأردن          |
| ملك                   | ماهيندرا                        | نيبال           |
| ملكة                  | راتنا                           | نيبال           |
| ملك                   | أولاف ف                         | النرويج         |
| أمير                  | الشيخ عيسى بن سلمان آل خليفة    | البحرين         |
| أمير                  | الشيخ أحمد بن علي آل ثاني       | قطر             |
| أمير                  | الشيخ صباح الثالث السالم الصباح | الكويت          |
| ملك                   | كونستانتينوس الثاني             | اليونان         |
| ملكة                  | آن ماري                         | اليونان         |
| سلطان                 | قابوس بن سعيد آل سعيد           | سلطنة عمان      |
| مصحبان                | عبد الولي خان                   | أفغانستان       |
| أميرة                 | بلقيس بيجوم                     | أفغانستان       |
| ملك                   | موشويشوي الثاني                 | ليسوتو          |
| يانغ دي بيرتوان أجونج | تونكو عبد الحليم                | ماليزيا         |
| رجا بيرمايسوري أجونج  | بهية                            | ماليزيا         |
| أمير                  | زايد بن سلطان آل نهيان          | أبو ظبي         |
| أمير                  | فرانز جوزيف الثاني              | ليختنشتاين      |
| أميرة                 | جورجينا                         | ليختنشتاين      |
| أمير                  | رينييه الثالث                   | موناكو          |
| أميرة                 | نعمة او وقت سماح                | موناكو          |
| جراند دوق             | جان                             | لوكسمبورغ       |
| الدوقة الكبرى         | جوزفين شارلوت                   | لوكسمبورغ       |
| أمير                  | برنارد                          | هولندا          |
| أمير                  | فيليب                           | المملكة المتحدة |
| أميرة                 | آن                              | المملكة المتحدة |
| أمير                  | آغا خان الرابع                  |                 |
| أميرة                 | بيجوم أم حبيبة آغا خان          |                 |
| ولي العهد             | كارل جوستاف                     | السويد          |
| أمير                  | خوان كارلوس                     | إسبانيا         |
| أميرة                 | صوفيا                           | إسبانيا         |
| أمير                  | فيكتور عمانويل                  | إيطاليا         |
| أميرة                 | مارينا                          | إيطاليا         |
| أمير                  | تاكاهيتو                        | اليابان         |
| أميرة                 | يوريكو                          | اليابان         |
| أمير                  | يوغالا                          | تايلند          |
| أمير                  | مولاي عبد الله                  | المغرب          |
| أميرة                 | لمياء                           | المغرب          |
| الحاكم العام          | رولاند ميشينر                   | كندا            |
| الحاكم العام          | السير بول هاسلاك                | أستراليا        |

### الرؤساء ورؤساء الوزراء وغيرهم
| عنوان                               | زائر                     | دولة                         |
| ----------------------------------- | ------------------------ | ---------------------------- |
| رئيس                                | جوزيب بروز تيتو          | يوغوسلافيا                   |
| السيدة الأولى                       | جوفانكا بروز             | يوغوسلافيا                   |
| رئيس هيئة الرئاسة                   | نيكولاي بودجورني         | روسيا                        |
| رئيس                                | فرانز جوناس              | النمسا                       |
| رئيس                                | تودور جيفكوف             | بلغاريا                      |
| رئيس                                | إميليو غاراستازو ميديسي  | البرازيل                     |
| رئيس                                | أورهو ككونن              | فنلندا                       |
| رئيس                                | سيفدت سوناي              | تركيا                        |
| رئيس                                | بال لوسونزي              | المجر                        |
| رئيس                                | سوهارتو                  | أندونيسيا                    |
| رئيس                                | لودفيك سفوبودا           | قالب:بيانات بلد تشيكوسلوفكيا |
| رئيس                                | يحيى خان                 | باكستان                      |
| رئيس                                | سليمان فرنجية            | لبنان                        |
| رئيس                                | جاكوبوس يوهانس فوشيه     | جنوب أفريقيا                 |
| رئيس                                | ليوبولد سيدار سنغور      | السنغال                      |
| رئيس                                | في في جيري               | الهند                        |
| رئيس                                | مختار ولد داده           | موريتانيا                    |
| رئيس                                | هوبير ماغا               | داهومي                       |
| الرئيس (كوندوكوتور)                 | نيكولاي تشاوشيسكو        | رومانيا                      |
| السيدة الأولى ونائب رئيس الوزراء    | إيلينا تشاوتشيسكو        | رومانيا                      |
| رئيس                                | موبوتو سيسي سيكو         | زائير                        |
| رئيس                                | رودولف جناجي             | سويسرا                       |
| الوزير الأول                        | جاك شابان-دلماس          | فرنسا                        |
| الوزير الأول                        | كيم جونغ بيل             | كوريا الجنوبية               |
| الوزير الأول                        | إميليو كولومبو           | إيطاليا                      |
| الوزير الأول                        | الأمير مخوسيني           | سويسرا                       |
| نائب رئيس مجلس الدولة               | ميزيسكلاو كليمازسكاو     | بولندا                       |
| نائب الرئيس                         | سبيرو اجنيو              | الولايات المتحدة             |
| رئيس                                | إيرل أولد                | أمة بلاكفيت                  |
| نائب رئيس المجلس الوطني لنواب الشعب | قوه مورو                 | الصين                        |
| رئيس البوندستاغ                     | كاي-وي فون هاسل          | ألمانيا                      |
| وزير الخارجية                       | روي باتريسيو             | البرتغال                     |
| السيدة الأولى                       | إيميلدا ماركوس           | الفلبين                      |
| أساسي                               | ماكسيميليان دي فورتسنبرغ | الكرسي الرسولي               |

## أفلام
أنتج المجلس الوطني للفيلم الإيراني فيلمًا وثائقيًا عن الاحتفالات بعنوان فروغ جافيدان (الفارسية: فروغ جاویدان) باللغة الفارسية ونيران بلاد فارس (بالإنجليزية: Flames of Persia) باللغة الإنجليزية. أخرج فاروخ جولستان، وأورسون ويلز الذي قال عن الحدث «لم يكن هذا حفلًا في العام، لقد كان الاحتفال بمرور 25 قرنًا!»  وافق على سرد النص الإنجليزي، الذي كتبه ماكدونالد هاستينغز، مقابل تمويل صهر الشاه لفيلم ويلز الخاص، الجانب الآخر من الريح.  كان الفيلم موجهاً للجمهور الغربي. على الرغم من الحاجة إلى عرض الفيلم في 60 دار سينما في طهران، فإن «الخطاب المحموم» والاستياء الشعبي من الإسراف في الحدث أدى إلى ضعف الأداء في شباك التذاكر المحلي.

## اليوم

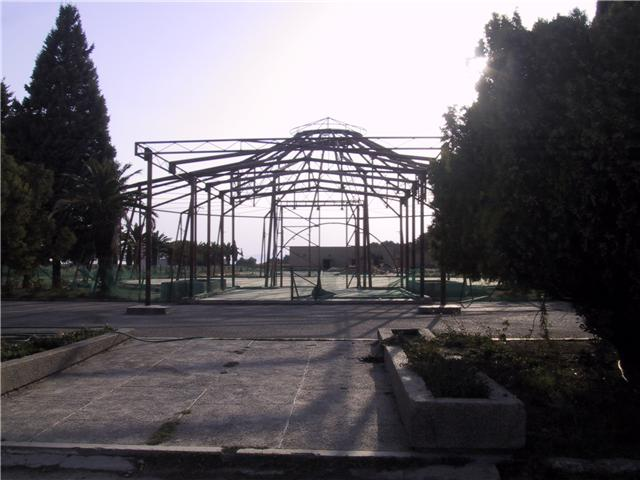
أطلال مدينة خيمة برسيبوليس في عام 2007.

لا تزال برسيبوليس من المعالم السياحية الرئيسية في إيران ويبدو أن هناك اقتراحات لإعادة تأهيل الموقع الأثري لأنه إعلان للتاريخ الإيراني. في عام 2005، زارها ما يقرب من 35000 شخص خلال عطلة رأس السنة الإيرانية. 
ظلت مدينة الخيام تعمل حتى عام 1979 للإيجار الخاص والحكومي، عندما تم نهبها بعد الثورة الإيرانية ورحيل الشاه. لا تزال القضبان الحديدية للخيام والطرق التي تم تشييدها لمنطقة المهرجان قائمة ومفتوحة للجمهور، لكن لا توجد علامات تشير إلى ما كانت من أجله في الأصل. يظل برج شاهياد المخصص معلمًا رئيسيًا في طهران، على الرغم من أنه تم تغيير اسمه إلى برج آزادي في عام 1979.

## وصلات خارجية
- مقطع فيديو الاحتفال بمرور 2500 على تأسيس الإمبراطورية الفارسية 1971
- صور الاحتفال بمرور 2500 على تأسيس الإمبراطورية الفارسية 1971